# 名古屋弁を全国に広める会
名古屋弁を全国に広める会（なごやべんをぜんこくにひろめるかい）は1987年（昭和62年）に発足した、愛知県に関係する芸能人・政財界人の団体。
「名全広」（めいぜんこう）という正式な略称がある。
2007年に誕生以来長く会長を務めた漫談家の伊東かおるが死去。2024年には事務局長で元大須演芸場席亭の足立秀夫が死去した。2024年時点での活動実態や会の存廃については不明。

## 会則
入会の条件は会則第三条によれば「年齢・性別・資格・国籍・人間・動物を問わず名古屋弁を愛する方ならどなたでもよい」となっている。
会則は他に
- 第一条「名称及び目的」
- 第六条「職場もくしくは居住地において何らかの理由で名古屋弁の為に困っている方を積極的に応援する」
- 第七条「名古屋弁を積極的に教育する」
- 第八条「名古屋弁を全国的に広めた功労者を表彰する」
- 第十条「軽視、あなどる等の言動をとる会員は退会させる」

がある。他条不詳。

## 沿革

### 東京大会まで
大須演芸場社長（当時）の足立秀夫は、「タモリが以前、名古屋弁の悪口を言ったら地元の人にも大ウケだった」と聞き悔しく思い、また名古屋弁を汚いと嫌う若者を苦々しく見ていた。一方、この時期には名古屋弁にフォーカスしたテレビ番組やコーナーも全国放送されており、1987年11月からNHK銀河テレビ小説にて「名古屋ラブソング」、「八十日目だなも」が放送されている。ここに至り足立は、営業オファーが好調となった専属芸人たちを全国区として売り出す計画を立て「何としても名古屋市制百周年となる1989年までに名古屋弁を復活」と標榜し、1987年正月から準備を始め、名古屋弁漫談を一人続けていた伊東かおるに注目する。
そして同年5月16日に大須演芸場にて会の発足が宣言された。発足時、伊東かおるを会長に、名古屋市出身の落語家三遊亭円丈を名誉会長兼東京支部長に選任、半ばシャレのつもりがその場で34人の一般人が入会申請したためシャレでは済まなくなってしまった。この模様は同年、大須演芸場の中継番組である『なごや爆笑寄席』（東海テレビ放送）で放送されている
1987年8月11日～16日に、名誉会長兼大阪支部長の正司敏江・玲児も参加して第3回総会を大須演芸場で挙行した。その際、伊東による名古屋弁の「お勉強会」が開かれ、「名古屋では“ん”が空を飛び交っている。『ごめんください』は『ごめやす』、『きのう』は『きんの』となっている、つまり“ん”が別の所に飛んで行ってしまう」とレクチャーが行われた。引き続いて敏江・玲児が観客から名古屋弁を教えてもらいながら、大阪弁に片言の名古屋弁を交えた漫才をした。この漫才が意外に好評であったことに鑑み、足立は「鯱の穴」という名古屋弁を使う若手お笑いグループを立ち上げた。10月頃までに、民社党常任顧問の春日一幸や元名古屋三越社長の市原晃三越会長も加わった。特に"顔の利く"春日一幸には実質的な会長権限が与えられた。
足立は会成立の前後から会長でもある伊東かおるや若手の涙恋笑隊をテレビ朝日「ザ・テレビ演芸」に出演させたり、1988年4月に「土曜ヤング寄席」という地元若手発掘イベントを開始するなど、専属芸人の販路拡大を窺った。東京開催に至る具体的経緯は不明だが、1988年6月26日、名古屋の芸人や事前に応募当選した一般市民など約30名を乗せたバスで名古屋から東京へ出発、この時点で入会者数は900名に及んでいた。
翌6月27日、国立劇場演芸場で「名古屋弁を全国に広める会・東京大会」と銘打って興行、東京在住の名古屋出身者も加え観衆約200強。伊東会長・春日一幸・民社党委員長塚本三郎・衆院議員今枝敬雄・三遊亭円丈が揃ってあいさつして幕を開けた。第一声は春日による「みなの衆、雨の中よう来てくれたナモ。450年前の日本の"中央弁"を甦らせる。国会質問で使うわけにはいかないが」で笑いを誘った 。続いて西川流師範西川長寿による名古屋甚句、Ｗコミックの漫才、伊東会長とタクマによる親子コント、円丈のこの日のための新作落語「名古屋アンケート」を終え、今大会の目玉と称した東京弁を名古屋弁に変える"名古屋弁コンテスト"になった。伊東や西川、春日が審査員となったこのコンテストには客席から4名の飛入り参加もあり、名古屋市中区から来た29歳の女性が「なも」を駆使する名古屋上町言葉で優勝した。後に彼女は足立とともに全国方言大会に出場する。
足立は東京大会終了後「市制百周年までに名古屋人で名古屋弁を使わんふとどきな人を制圧、21世紀に向け全国制覇に乗り出す、向こうが承知するならタモリとも対決したい」と力強いコメントを発す一方、「名古屋弁を広める、と言ってもそれをお使い下さいというのではなく、私たちの言葉を"通訳"なしで理解してもらいたいということです。名古屋から来た人間が妙なことをやるんで一つ覗いてみようかというお客さんに来て頂ければ」と営業トークも忘れていなかった、この時の入場券は「会費」と称し一枚3000円で世界デザイン博覧会東京推進本部で発売されている。以上、朝読毎三紙とも「この後大阪大会を計画」の旨報じているが挙行された記録はない、また全国方言大会の後には「広島大会予定」との足立のコメントが中日新聞に載っているがこれも記録がない。
東京大会当日夕方に放送されたTBS「テレポート6」(関東ローカル)においてこのイベントの模様が報道された。名古屋弁コンテストに参加したお天気担当の森田正光が番組中、名古屋弁で首都圏の天気予報をなしたが、視聴者に絶賛されている。翌月には名全広を知った都民某が会にあやかり東京で「東北弁で話す会」を結成した。

### 東京大会以降
1988年8月15日には、足立事務局長と先の東京大会名古屋弁コンテスト優勝者の２名が会を代表して山形県で開催された「第二回全国方言大会」に出場し、「おみゃあさん、これ知っとるきゃあ」と名古屋弁と東京弁を並写したフリップを手にユニークな名古屋弁の講義をし「しゃべっちょ(山形弁で『おしゃべり』の意)賞を獲得、11月には「汚い、ダサい」といった数々の悪名を払拭すべく大須演芸場において、若年女性を主とする素人参加型の名古屋弁イベント「美しい名古屋弁を伝承させる会」を主宰、大須演芸場はその年正月以来の大入り札止めを記録した。
名古屋市制百周年となった1989年には、名古屋市で開催された世界デザイン博覧会において「全国方言カラオケコンテスト」を開催。イベントでは名誉会長だった杉戸清（元名古屋市長）が「タモリが“名古屋弁はミャーミャー、ギャーギャーとネコみたい”と言っとるが、名古屋弁は歴史を持っとる。住んどらんもんが、えーとか、わりぃとか、タワケタこと言うな」とコメントした。
春日一幸の死去後は活動が下火となるが、1991年5月18日放送『笑われる方言 名古屋弁の消える日』(東海テレビ)で会が紹介されている。会評議員の服部勇次は1993年10月の吉本広小路小劇場開場に危機感を覚え『名古屋弁と大阪弁』を上梓した。
1992年11月、会理事を務める大須ういろ会長・山田昇平に藍綬褒章が送られた。授賞理由は会活動との関係はないが、当時の新聞には当会の名も記載されている。
1993年10月19日、この年11月21日に愛知県婦人文化会館で名古屋弁を散りばめた小演劇「お笑いナモナモ法律問答」の上演を予定していた愛知県司法書士会の依頼を受け大須演芸場で合同練習を行った。本劇には会事務局長足立秀夫、大須演芸場専属芸人2名、名古屋弁女優内田藍子、"正統派名古屋弁継承者"と称する料亭女将3名も出演し、テレビ3社・新聞4社で報道された。
1996年11月23日、「第十回全国方言大会」（山形県三川町）に出席。メーンイベントの『方言囲炉裏端会議』で「最近の若者は名古屋出身という事を隠して『私は東京者よ』と来る、心が貧しい」と会議の口火を切った。
2000年5月13日、「本場の名古屋弁を聞く会」なるイベントにて仙台から来た宮城教育大学附属中学校三年生の一行に会評議員服部勇次が「名古屋弁で語る昔話『桃太郎』」を披露している。
この後は2014年に愛知県あま市・桂公民館に於いて「名古屋弁を全国に広める会評議員」服部勇次が『ナモ締』という名古屋城下で行われていた古い儀式を紹介し、またユーモアを交えて「名古屋にも関西弁が侵食している」旨の講演を行った、という記事を最後に会の消息は途絶え、今日に至っている。

## 功労者表彰
1987年 名古屋弁女優・山田昌を表彰。
1988年、東京大会において、名古屋弁を広めた功績で三遊亭円丈を表彰。
1990年10月27日、大須演芸場で総会を開き、東京在住の作家・清水義範、および「ナゴヤベンじてん」の著者・あらかわそうべいの二人を、名古屋弁の普及に貢献したとして、表彰状を贈り金一封を授与した。

## 会が名古屋弁に与えた影響
今では会の消長は全く不明であるが、1989年に事務局長足立は、タモリ的名古屋弁口撃・ナゴヤハラスメントは減少し「熱心な普及活動が実を結び、例えば『名古屋弁クイズ』といった企画が全国のテレビで見られるようになり、戸棚を"となだ"、支度のことを"まわし”、すき焼きのことを"ひきずり"と言う」正しい名古屋弁の知識の普及が見られるようになった趣旨のことを述べ、会を讃えている。